# Филиппинская шарфовая акула
Филиппинская шарфовая акула (лат. Cirrhoscyllium expolitum) — вид акул рода шарфовых акул семейства воротниковых акул отряда воббегонгообразных. Обитает в северо-западной части Тихого океана на глубине до 182 м. Максимальный зарегистрированный размер 33,5 см. Известен двум пойманным особям. Вероятно, размножается яйцеживорождением. Не является объектом коммерческого промысла.

## Таксономия
Впервые вид научно описан в 1913 году. Голотип представляет собой самку длиной 33,5 см, пойманную в 1908 году в Южно-Китайском море между островом Лусон, Филиппины, и Китаем (21°33' с.ш. 118°13' в.д.) на глубине 182 м. Видовой эпитет происходит от слова лат. expolitum — «полированный».

## Ареал
Филиппинские шарфовые акулы обитают в северо-западной части Тихого океана в Южно-Китайском море, у берегов Китая, Японии, Филиппин и Вьетнама. Они встречаются у дна на внешнем крае континентального шельфа, на глубине до 190 м. Ареал этих акул до сих пор точно не определён.

## Описание
У филиппинских шарфовых акул тонкое удлинённое тело, длинное и слегка заострённое рыло. Основание первого спинного плавника расположено позади свободного кончика брюшных плавников. На горле имеются характерные усики. Рот у них расположен перед глазами, имеются узкие назальные борозды, ноздри окружены канавками и складками. Овальные глаза вытянуты по горизонтали. Позади глаз имеются крошечные брызгальца. Жаберные щели маленькие. Ноздри обрамлены короткими заострёнными усиками, внешний край входящего отверстия и окружен складками и бороздками. Маленький рот расположен на кончике рыла. Спинные плавники одинакового размера. Грудные плавники крупные, широкие и закруглённые. Анальный плавник меньше второго спинного плавника. Хвостовой плавник асимметричный верхняя лопасть не возвышается над осью туловища, у её края имеется вентральная выемка. Нижняя лопасть неразвита. Латеральные кили и прекаудальная ямка на хвостовом стебле отсутствуют. Тело, хвост и хвостовой плавник покрывают 10 тёмных седловидных отметин . 

## Биология
Вероятно, филиппинские шарфовые акулы размножаются яйцеживорождением. Две известные на данный момент половозрелые самки имеют длину 30,6 и 33,5 см. 

## Взаимодействие с человеком
Эти акулы не являются объектом коммерческого промысла. В качестве прилова, возможно, попадают в рыболовные сети. Пойманных акул, скорее всего, выбрасывают за борт. Данных для оценки Международным союзом охраны природы статуса сохранности вида недостаточно. 